# Joop Demmenie
Joop Demmenie (ur. 19 grudnia 1918 w Rotterdamie  – zm. 3 czerwca 1991 tamże) – holenderski kolarz szosowy, brązowy medalista mistrzostw świata.

## Kariera
Największy sukces w karierze Joop Demmenie osiągnął w 1938 roku, kiedy zdobył brązowy medal w wyścigu ze startu wspólnego amatorów podczas mistrzostw świata w Zurychu. W zawodach tych wyprzedzili go jedynie dwaj Szwajcarzy: Hans Knecht oraz Josef Wagner. Na rozgrywanych rok wcześniej mistrzostwach świata w Kopenhadze zajął czwarte miejsce w tej samej konkurencji, przegrywając walkę o podium z Włochem Pierino Favallim. Nigdy nie wystąpił na igrzyskach olimpijskich. Jako zawodowiec startował w latach 1939-1948.